# مگس تالاب

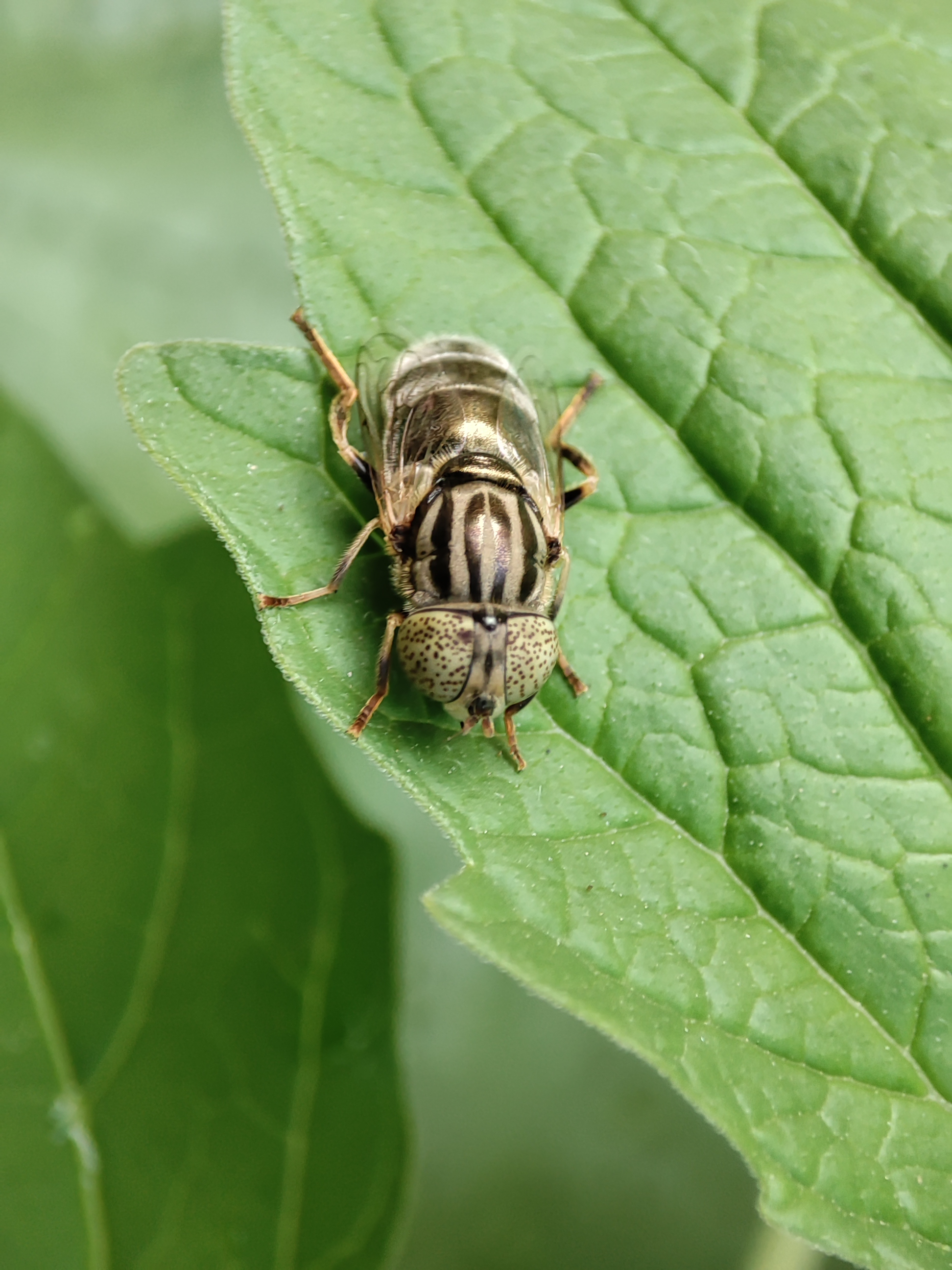
مگس تالاب، بهبهان

مگس تالاب (نام علمی Eristalinus Aeneus) یکی از گونه‌های متداول تیرهٔ مگس‌های گلزار از فروراسته مگس‌خانگی‌شکلان است.

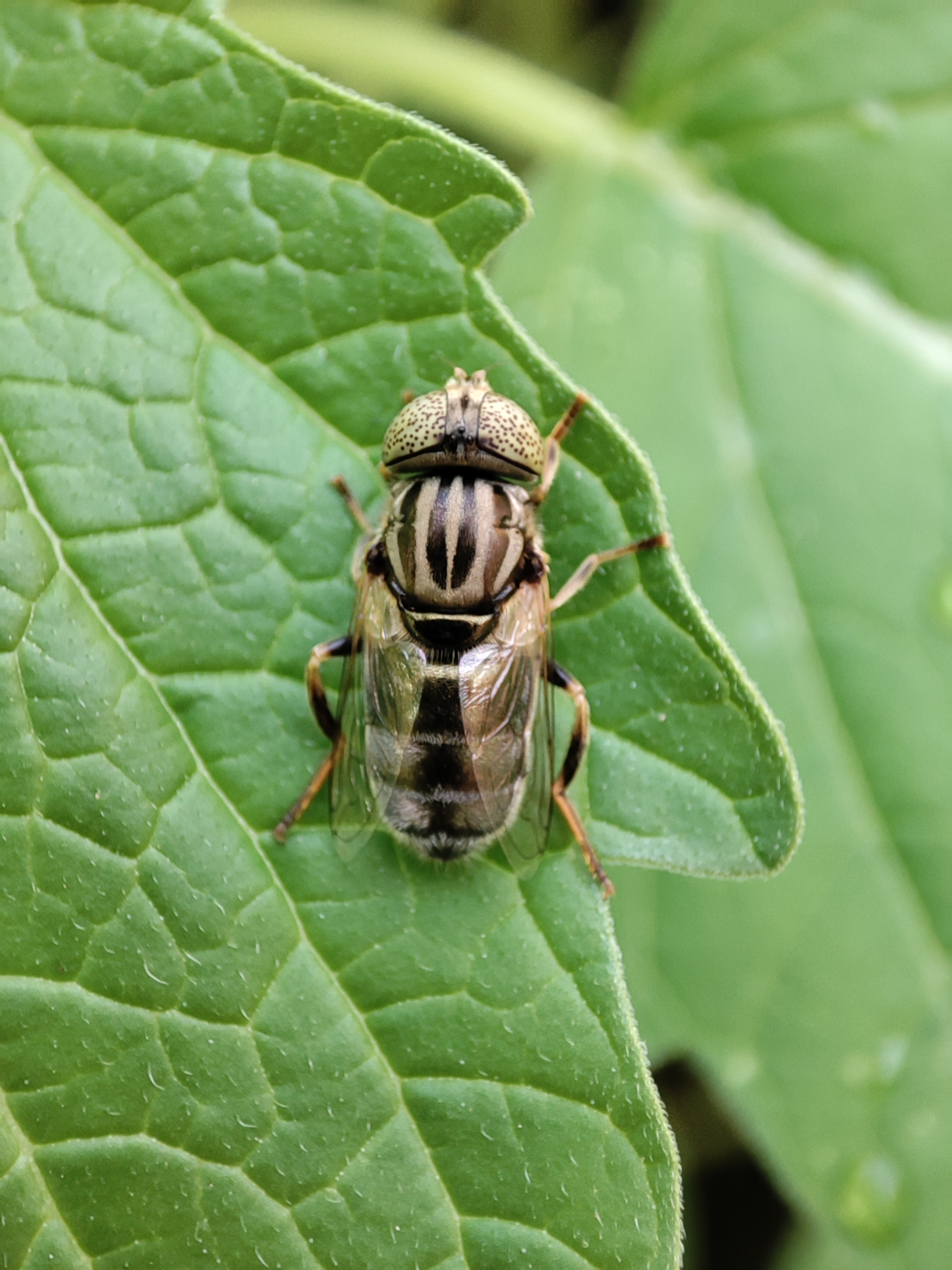
مگس تالاب در بهبهان

مگس‌های تالاب دارای پراکندگی جهانی هستند، ولی بیشتر در سراسر ایالات متحده آمریکا و اروپا می‌زیند. این مگس‌ها در حالت بالغ به نام مگس گل نیز خوانده می‌شوند، زیرا بیشتر مواقع در نزدیکی گل‌ها دیده می‌شوند که از شهد آنها انرژی و از گرده آنها پروتیین دریافت می‌نمایند. لارو این گونه مگس در کنارهٔ سنگی آبگیرها و دریاچه‌های دارای گیاهان در حال پوسیدن زندگی می‌کند.
از ویژگی‌های این گونه مگس به توانایی درجا ماندن در حال پرواز اشاره کرد.
در ایران نیز این گونه مگس در شهرستان بهبهان دیده شده‌است.